# ジェニファー・ゲールティエス
ジェニファー・ジャニスカ（Jennifer Janiska、1994年4月5日 - ）は、ドイツの女子バレーボール選手。旧姓はゲールティエス（Geerties）。元ドイツ代表。

## 来歴
ノルトホルン出身。2013年にドイツ代表に初選出される。レセプションを担当するウィングスパイカーである。同年のモントルーバレーマスターズで代表デビューし、ワールドグランプリの対日本戦で途中出場した。同年9月の欧州選手権では銀メダルを獲得した。2014年の世界選手権で三大大会初出場した。その後は代表チームの中心選手として活躍している。2019/20シーズンはイタリア・セリエAの強豪クラブであるイモコ・コネリアーノでプレーした。
2021年より代表チームで主将を務め、2022年に代表を引退。

## 球歴
- 世界選手権 - 2014年、2018年
- ワールドグランプリ - 2013年、2014年、2015年、2016年
- 欧州選手権 - 2013年、2015年、2017年

## 所属クラブ
- Rote Raben Vilsbiburg（2013-2014年）
- シュヴェリーンSC（2014-2019）
- イモコ・コネリアーノ（2019-2020年）
- ドレスナーSC （2020-2024年）
- LOVBマディソン（2024年-）